# Радохолизам
Радохолизам је „зависност од рада“. Појам је настао у САД у аналогији са алкохолизмом, где је у основу речи узета енглеска реч „work“- рад. Воркхолизам је болест типична за „јупис“ младе градске амбициозне мушкарце који трче само за радом и стало им је само до рада. Ова болест обично је заступљена код особа са вишим образовањем и чешћа је код мушкараца него код жена.